# Аристовская, Татьяна Вячеславовна
Татьяна Вячеславовна Аристовская (02.10.1912, Казань — 29.05.2004, Тель-Авив) — советский микробиолог, доктор биологических наук, лауреат премий Докучаева и Вильямса.

## Биография
Родилась в Казани в семье врача Вячеслава Михайловича Аристовского, впоследствии действительного члена Академии медицинских наук, генерал-майора медицинской службы.
В 1929 году поступила в Казанский университет. В 1932 году с родителями переехала в Ленинград и продолжила учёбу уже в Ленинградском государственном университете (ЛГУ).
Окончила биологический факультет ЛГУ (1936), аспирантуру Естественно-научного института им. Лесгафта (1940, с защитой диссертации «Об использовании СО2 и о возможности редукции карбоксила гетеротрофами») и до 1945 года работала там же.
C 1945 года — старший научный сотрудник ПАБСИ. С 1949 года заведовала организованной ею лабораторией микробиологии почв Кольской базы Академии наук СССР.
С 1954 по 1989 год — зав. лабораторией почвенной микробиологии Центрального музея почвоведения им. Докучаева (Ленинград).
Доктор биологических наук (тема диссертации «Микрофлора подзолистых почв и микробиология подзолообразования», 1966.
Специалист в области исследований физиологических особенностей северных рас микроорганизмов и их отношения к условиям среды, применения бактериальных удобрений для повышения плодородия почв Мурманской области. Один из основателей почвенно-генетического направления в почвенной микробиологии.
Автор 117 научных работ, в том числе 2 монографий.
Лауреат премии им. Докучаева АН СССР (1970, за монографию «Микробиология подзолистых почв», вышедшую в 1965 году) и премии им. Вильямса ВАСХНИЛ (1982, за монографию «Микробиология процессов почвообразования» (1980).
В 1990 году вышла на пенсию и в связи с семейными обстоятельствами эмигрировала в Израиль. Похоронена в Иерусалиме.
Сын — член-корреспондент РАН Б. В. Громов.

## Некоторые публикации
- Микрофлора почв Кольского полуострова. — Л., 1947;
- Микробиология подзолистых почв. — М.; Л., 1965;
- Микробиология процессов почвообразования. — М.; Л., 1960.